# L'Ham de Foc
L'Ham de Foc fou un grup de música antiga de València iniciat l'any 1998 per dos músics molt coneguts a l'escena, Efrén López i Mara Aranda. Al llarg de nou anys i fins a la seva dissolució l'any 2007, gravaren tres discos d'estudi cantant principalment en català, amb un estil influenciat per la música medieval i d'arrel popular, així com per influències de la Mediterrània oriental, música grega, turca i àrab, però també sobretot andalusina, occitana i sefardita. A inicis de l'any 1998 guanyaren un concurs de l'INJUVE que els portaria de gira per Espanya, i l'any següent el 1999 entrarien als estudis per gravar el seu primer disc anomenat U, publicat per una petita companyia madrilenya Sonifolk. L'any 2006 el seu àlbum Cor de porc va rebre el Premi Enderrock al Millor disc de folk segons la crítica.

## Discografia
| • 'U' (1999) |
| --- |
| (Sonifolk) 1. El nord 2. Lluna d'algeps 3. Al matí 4. Veritat 5. Cançó de bressol 6. D'un joc de flors 7. Nikita i estels 8. Els camins 9. La lluna no vol 10. Rodamons 11. Si 12. Dels amors del dimoni 13. Tocs occitans 14. La fe |

| • 'Cançó de dona i home' (2002) |
| --- |
| (Sonifolk) 1. El què vull 2. Un nom 3. Cançó de dona i home 4. A l'aire 5. La dansa dels fadrins 6. Kopenitsa 7. Rebels 8. Andarletto 9. La mare 10. Somniava 11. Maleïts 12. Alè |

| • 'Cor de Porc' (2005) |
| --- |
| (Galileo Music) 1. Voldrien 2. Per la boca 3. Pandero 4. La Raó 5. Cus! 6. Tristos ulls 7. L'estimat del corb 8. Encara 9. Jorn e nit 10. Història curta d'un vent 11. Àngels de menta 12. L'únic peix no foll del món |